# 에반젤린 릴리
에반젤린 릴리(영어: Evangeline Lilly, 1979년 8월 3일 ~)는 캐나다의 배우이다. 그녀는 ABC 시리즈 《로스트》(2004–10)의 케이트 오스틴 역할로 국제적인 명성을 얻었으며, 미국 배우 조합상(SAG)와 골든 글로브상에 후보 지명되었다. 그녀는 또한 《허트 로커》(2008)의 코니 제임스 역할, 《리얼 스틸》(2011)의 베일리 탈레 역할, 《호빗》의 영화 시리즈 (2012-14)에서 타우리엘 역할으로 출연했다.
마블 시네마틱 유니버스에서 그녀는 2015년 영화 《앤트맨》(2015)과 《앤트맨과 와스프》(2018)에서 슈퍼 히어로 호프 반 다인 / 와스프 역할로 출연했다. 또한 《어벤져스: 엔드게임》(2019)에서 그녀의 역할로 재등장했다.

## 성장 과정
릴리는 캐나다에 있는 앨버타주 포트서스캐처원에서 태어났다. 어머니와 아버지는 생산 매니저로 브리티시컬럼비아주에서 성장했다. 형제로는 언니와 여동생이 있다.릴리는 브리티시컬럼비아주 아포츠포드에 위치한 W. J. 모와트 중고등학교에서 축구를 하고 학생위원회의 부회장을 지냈다. 릴리는 이렇게 회상했다. "내가 어렸을 때, 포트서스캐처원은 작았어요. 저는 5살 때 마을 전체를 자전거로 타고 갈 수 있었죠. 그곳은 제게 좋은 기억을 많이 간직한 곳이에요."
릴리는 이후 인도주의적 원인과 글로벌 개발에 대한 그녀의 관심으로 밴쿠버에 있는 브리티시컬럼비아 대학교에서 국제관계학을 공부했다. 대학에서 웨이트리스로 일하면서 대형 오일 트럭에서 오일 교체과 기름칠을 하고 학비를 벌기 위해 로열 항공의 승무원으로 일했다. 그녀는 독실한 개신교 가정에서 자랐고 그녀의 신앙은 18세 때 필리핀으로 3주간의 선교 여행에 참여하겠다는 결정에 영향을 주었다.
그렇게 일하던 릴리는 거리에서 모델 에이전시의 제안을 받은 것을 계기로 비로소 연예계에 들어섰다. 2002년부터 《스몰빌》을 비롯 다양한 드라마의 단역으로 출연하며 인지도를 쌓았는데, 이윽고 《로스트》의 주요 인물 케이트 오스틴 역으로 출연하면서 주목을 받기 시작했다. 이후 영화 《허트 로커》, 《리얼 스틸》, 호빗 시리즈와 앤트맨 시리즈에 출연하며 할리우드에서도 지속적으로 활동하고 있다.

## 논란
코로나19 범유행중인 2020년 3월 16일 릴리는 자가격리를 거부하겠다는 글을 인스타그램에 올려 비판을 받았다. 2022년 1월 27일에는 미국의 백신 접종 정책에 반대하는 시위에 참가한 자신의 사진을 인스타그램에 올렸다.

## 출연 작품

### 영화
| 연도 | 제목                                                           | 역할                     | 비고                  |
| ---- | -------------------------------------------------------------- | ------------------------ | --------------------- |
| 2003 | 스틸링 시나트라 Stealing Sinatra                               | 광고 모델                | 삭제된 장면           |
| 2003 | 리지 맥과이어 The Lizzie McGuire Movie                         | 경찰 요원                | 삭제된 장면           |
| 2003 | 프레디 VS 제이슨 Freddy vs. Jason                              | 로커 옆에 있는 학교 학생 | 삭제된 장면           |
| 2004 | 화이트 칙스 White Chicks                                       | 파티 게스트              | 삭제된 장면           |
| 2005 | 긴 주말 The Long Weekend                                       | 시모네                   |                       |
| 2008 | 허트 로커 The Hurt Locker                                      | 코니 제임스              |                       |
| 2008 | Afterwards                                                     | 클레이어                 | 프랑스 제목: Et après |
| 2011 | 리얼 스틸 Real Steel                                           | 베일리 탈레              |                       |
| 2013 | 호빗: 스마우그의 폐허 The Hobbit: The Desolation of Smaug      | 타우리엘                 |                       |
| 2014 | 호빗: 다섯 군대 전투 The Hobbit: The Battle of the Five Armies | 타우리엘                 |                       |
| 2015 | 앤트맨 Ant-Man                                                 | 호프 반 다인 / 와스프    |                       |
| 2017 | 리틀 이블 Little Evil                                          | 사만타 블룸              |                       |
| 2018 | 앤트맨과 와스프 Ant-Man and the Wasp                           | 호프 반 다인 / 와스프    |                       |
| 2019 | 어벤져스: 엔드게임 Avengers: Endgame                           | 호프 반 다인 / 와스프    |                       |
| 2021 | 크라이시스 Crisis                                              | 클레어 리먼              |                       |
| 2023 | 앤트맨과 와스프: 퀀텀매니아 Ant-Man and the Wasp: Quantumania  | 호프 반 다인 / 와스프    |                       |

### 텔레비전
| 연도      | 제목             | 역할            | 참고                   |
| --------- | ---------------- | --------------- | ---------------------- |
| 2001–2004 | Smallville       | 엑스트라        | 4 에피소드; uncredited |
| 2003–2004 | Tru Calling      | 엑스트라        | 삭제된 장면            |
| 2004      | Kingdom Hospital | 벤튼의 여자친구 | 에피소드: "Heartless"  |
| 2004–2010 | 로스트 Lost      | 케이트 오스틴   | 주연 (108 에피소드)    |

### 비디오 게임
| 연도 | 제목                      | 역할          | 참고   |
| ---- | ------------------------- | ------------- | ------ |
| 2018 | Call of Duty: Black Ops 4 | 사반나 메이슨 | 목소리 |